# Miki Herkel
Mikulas "Miki" Herkel, född 26 januari 1946 i Tjeckoslovakien, död 30 juli 1996 i Sverige, var en svensk-tjeckoslovakisk basketspelare och tränare.

## Biografi
Herkel kom som 20-åring till Sverige 1968 från Tjeckoslovakien och kunde tack vare basketen snabbt etablera sig i samhället. Privat var han gift och far till fem barn och arbetade som utvecklingschef vid landstinget i Jönköpings län. Miki avled hastigt 1996 vid 50 års ålder.

## Betydelse för svensk basket
Efter tiden som spelare blev han coach för olika klubblag (Malbas/Mataki, Brahe mfl) och senare Sveriges landslag i basket. Han var satt i styrelsen för Svenska Basketbollförbundet. En stor del av Mikis ledarskap gick till omsorgen av unga och talangfulla spelare, han startade basketgymnasium, skrev böcker och anses vara ”en av svensk baskets största legender genom tiderna”.

### Miki Herkel Cup
Miki Herkel Cup är en turnering där Sveriges bästa 14- och 15-åringar möts mot varandra, uppdelade i sex olika lika lag som representerar sex regioner. Det är även talangernas första möjlighet att visa upp sig för landslagstränare mot högkvalitativt motstånd.

Under 60- och 70-talet arrangerade SBBF olika typer av centrala läger. 1982 startades SDF-turneringen vilket innebar att varje distrikt ansvarade för att anmäla lag i 15-årskullen och spela en turnering under ett gemensamt läger. Detta ”Riksläger” höll på till 1998.
Från år 2002 har den årliga samlingen för svenska baskettalanger hetat varit uppkallad efter Miki Herkel, Miki Herkel Cup. Från 2002 har intentionen varit att skapa tydliga och återkommande aktiviteter inom landslagsverksamheten för bägge könen. Från landslagssidan är det viktigt att
få möjlighet att påverka och stötta spelarnas utveckling och utbildning.
Åren 2012-2016 har KFUM Uppsala tillsammans med Uppsala Stad stått som värdar för Distriktslagsturneringen. Tre år senare flyttade Miki Herkel Cup in på samma adress och på 2016 års helg bildade de tillsammans under de tre dagarna ett av landets största ungdomsevent med 49 lag i åldrarna U15-U18. Sedan 2017 har den stora baskethelgen spelats i Södertälje.”

### Miki Herkels minnesfond
"Miki Herkels minnesfond för Svensk Basket för utveckling och omsorg av talangfulla spelare" har tillkommit för att hedra Miki Herkels omfattande och omsorgsfulla gärning inom Svensk Basket i mer än 20 år. Fonden har inrättats på familjen Herkels och Svenska Basketbollförbundets initiativ.

### Miki Herkel-stipendiet
Varje år delas ett stipendium ut till en flicka och en pojke i samband med Miki Herkel Cup för regionslag i Huskvarna. Stipendiet ”Tilldelas den spelare som uppvisat mycket goda egenskaper inom basketbollsportens olika sfärer och dessutom förknippat detta basketbollkunnande med en god träningsinställning samt att som person visat en mycket stor social begåvning gentemot medspelare, tränare och andra ledare och lägeransvariga. Spelaren har dessutom visat stor respekt för basketbollsportens natur och kommer med all säkerhet fortsätta att verka som en god ambassadör för svensk basketboll ur ett regionalt, nationellt och internationellt perspektiv. Svenska Basketbollförbundet och familjen Herkel tilldelar detta stipendium för att på så sätt kunna stimulera en fortsatt utveckling.”

#### Lista på stipendiater Miki Herkel
- 2002 Olle Björklund
- 2003 Erika Persson, Simon Andreasen
- 2004 Kalis Loyd, Francis Odada
- 2005 Vici Fagan, Christoffer Ryan
- 2006 Julia Vestin, Alexander Lindkvist
- 2007 Binta Drammeh, Valiant Hed Thaqi
- 2008 Vanessa Ilunga, Max Berg
- 2009 Paulina Hersler, Papy N´diaye
- 2010 Julia Paulin, Alexander Russom
- 2011 Alexia Bittar, Erik Johansson
- 2012 Adriana Camber, Samuel Berkelund
- 2013 Linnea Nilsson, Kevin Senghore-Peterson
- 2014 Cajsa Uhrström, Olle Lundqvist
- 2015 Patricia Elias, Adam Johansson
- 2016 Anna Gunnarsson, Alan Brzezinski
- 2017 Mathilda Ekh, Viktor Stepanovski
- 2018 Emma Lundgren, Elias Ekdahl Reining

Jubileumsstipendiat: Linda Löjdmark Sommesjö
Ledarstipendiat: Christer Sjögren